# VBS.Dasbud.int
VBS.Dasbud.int je računalni virus otkriven 17. srpnja 2003. godine. Zaražava računala koja rade pod operativnim sustavom Microsoft Windows (Windows 2000, Windows 95, Windows 98, Windows Me, Windows NT, Windows XP).
VBS.Dasbud.int sebe dodaje u bilo koju datoteku koja ima datotečni nastavak .hta, .html i .htm u trenutnoj mapi (folder) te mapama C:\InetPub\wwwroot i C:\Program Files\Microsoft FrontPage\bin. Virus potom prikazuje poruku: "PopUp Buddy was here..."